# Lampineung
Lampineung is een bestuurslaag in het regentschap Aceh Besar van de provincie Atjeh, Indonesië. Lampineung telt 501 inwoners (volkstelling 2010).